# NGC 5313
NGC 5313 (другие обозначения — UGC 8744, MCG 7-28-74, ZWG 218.54, IRAS13475+4013, PGC 49069) — спиральная галактика (Sb) в созвездии Гончие Псы.
Этот объект входит в число перечисленных в оригинальной редакции «Нового общего каталога».